# Каменських Анастасія Олексіївна
Анастасі́я Олексі́ївна Каме́нських (нар. 4 травня 1987, Київ, УРСР) — українська співачка. Здобула популярність як учасниця музичного дуету «Потап и Настя» (2006—2017), веде сольну кар'єру під псевдонімом NK.

## Життя і творчість

### Ранні роки
Народилася 4 травня 1987 року в Києві, Україна.
Батько — Олексій Йосипович Жмур. Мати — Лідія Петрівна Каменських, працювала в Народному хорі ім. Верьовки. Хрещена мати — Алла Кудлай.
У п'ять років поїхала до Франції за програмою обміну, де пробула два місяці. У шість років поїхала до Італії, де прожила сім років, вивчила італійську мову та відвідувала місцеву школу.
У Києві навчалася в Печерській гімназії. У 15 років закінчила музичну школу за класом фортепіано. Вісім років професійно займалася танцями — балетом. Після школи вступила до Українсько-американського гуманітарного інституту, де викладання ведеться англійською мовою.
Кар'єра співачки розпочалася у 2004 році, коли вона взяла участь у фестивалі «Чорноморські ігри».У 2005 році здобула в Лондоні нагороду UBN Awards як «відкриття року».

### 2006—2017: «Потап и Настя»

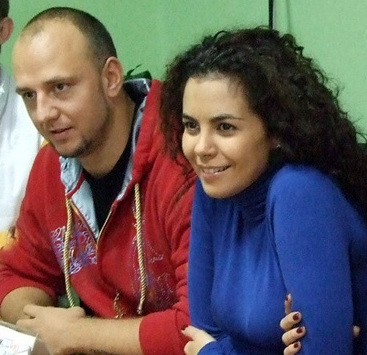
З Потапом на прес-конференції, 2009

Протягом 2006—2017 років NK була учасницею найпопулярнішого дуету серед російськомовного населення «Потап и Настя» разом з Потапом.
Після спільного кліпу з репером на популярну пісню «Без любви» почалися концерти, зйомки та гастролі. Згодом дует зняв кліп на пісню «Не пара». Настю почали запрошувати на численні телевізійні зйомки.
Навесні 2009 року Настя разом Дмитром Дікусаром брала участь у благодійному телевізійному проєкті «Танцюю для тебе», але невдовзі вони покинули проєкт через заплановані гастролі «Потапа та Насті» в Німеччині.
У лютому 2010 року Настю було визнано «Найкрасивішою жінкою України 2009» за версією журналу «Viva».

### 2017—дотепер: сольна кар'єра та проєкт NK

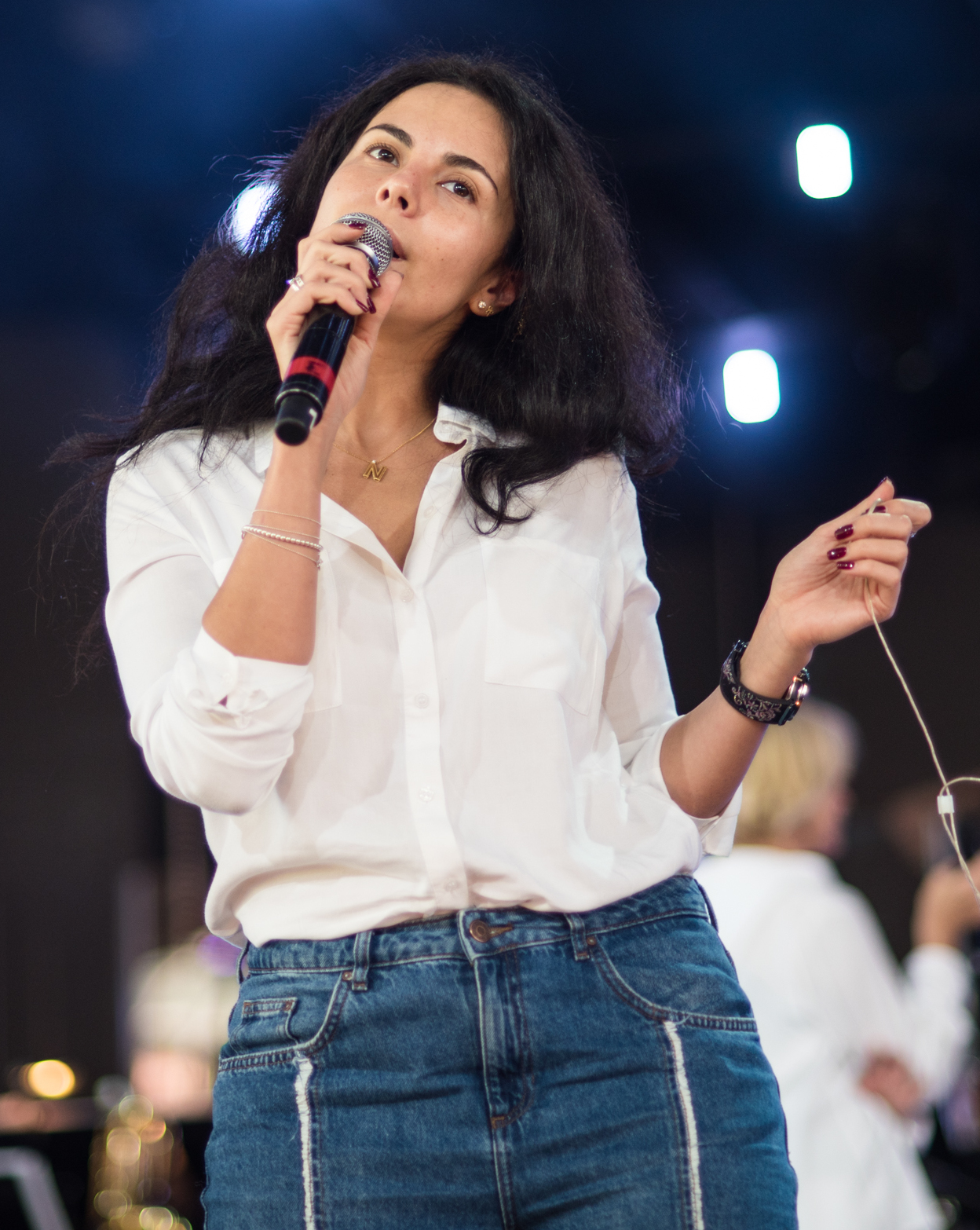
На фестивалі «Лайма. Рандеву 2017»

Влітку 2017 року стало відомо що стане суддею восьмого сезону «X-Фактор», прем'єра якого відбулася восени на телеканалі СТБ.
24 жовтня у відеозверненні разом з Олексієм Потапенком оголосила про творчу паузу дуету «Потап и Настя». Невдовзі стало відомо, що Настя розпочинає сольну кар'єру, але вже під псевдонімом NK. 2 листопада вона випустила свій російськомовний кліп «#этомояночь», який зібрав мільйони переглядів на YouTube та став вірусним у соціальних мережах. У грудні випустила акустичну збірку різдвяних пісень та фільм «Xmas with NK», у якому містилися найпопулярніші різдвяні пісні чотирма мовами (українська, російська, італійська, англійська).
9 квітня 2018 року на «Вечорі прем'єр з Катериною Осадчою» NK заспівала першу україномовну пісню у своєму репертуарі «Тримай», а вже восени її презентували на найбільшій італійській радіостанції «Rai Radio».
Наприкінці вересня вийшов іспано-англомовний трек «Peligroso» в жанрі latin pop, який вона написала у співавторстві із продюсером Ali Alvarez від компанії Magnus Media Марка Ентоні, композитором Cris Chil, багаторазовим переможцем Латиноамериканського Ґреммі Yoel Henriquez та Олексієм Потапенком. Незабаром NK вирушила у промотур до Маямі, де презентувала пісню у найпопулярніших латиноамеринських теле- та радіо- програмах: «¡Despierta America!» на телеканалі Univision, «Total Acceso» та «Titulares y Más» на телеканалі Telemundo, «Buenos Dias Familia» на телеканалі EstrellaTV, «Centro» на телеканалі CBS, а також на телеканалі ¡Hola! TV та ін. Пісня «Peligroso» увійшла до рейтингу кращих 25 Тропічних пісень у категорії Латиноамериканської музики за версією видання Billboard, де вже перебуває шостий тиждень. Також, у рамках промотуру, NK відвідала 19-ту щорічну церемонію вручення Латиноамериканських Ґреммі і стала першим запрошеним із України виконавцем. 29 березня 2019 року вийшов офіційний ремікс та кліп на пісню Peligroso від зірки реггетону De La Ghetto сумісно із NK.
12 жовтня — вийшов сольний альбом «No Komments» і кліп до пісні «LOMALA». Включає 10 композицій українською, російською та англійською мовами.
У грудні 2018 була представлена на M1 Music Awards у п'яти номінаціях. Здобула перемогу в категоріях «Співачка року» та «Кліп року», знятий на пісню «#этомояночь». Отримала нагороду Найкращої міжнародної зірки за версією ТРК «Україна».
У лютому 2019 року вийшов кліп на пісню «Попа как у Ким», у кліпі до глядачів звернулися блогери проєкту «Чоткий Паца». Того ж місяця вона знялася для обкладинки українського Cosmopolitan.
25 квітня NK випустила музичне відео на свій другий українськомовний трек «Обіцяю», який вона презентувала 10 квітня на «Вечорі прем'єр з Катериною Осадчою». Пісня є освідченням у коханні загадкового обранця, якого співачка приховує від преси. За задумом режисерів Дениса Манохи та Максима Шелковникова, відео стало відтворенням шедеврів великих художників різних епох. У відео вона постала у дев'яти образах, зокрема Мони Лізи, Фріди Кало, Олімпії з картини Мане та інші. Вже наступного місяця український репер та продюсер Потап 23 травня презентував музичне відео на пісню «Константа», у якій він освідчився в коханні до NK.
8 липня NK відкривала концерт колумбійського співака Малума під час його виступу в Палаці спорту в Києві. Того ж місяця вона виступила на музичному фестивалі «Atlas Weekend» у Києві та на російському фестивалі «Жара» в Баку (Азербайджан).
У 2019 році, за даними TopHit, відеокліп «Попа как у Ким» зібрав 17 781 217 переглядів в YouTube, а загальна кількість на каналі — 74 263 283 перегляди. У 2020 році, відеокліп на пісню «Elefante» зібрав 15 178 543 перегляди.
У 2021 році, за даними TopHit, NK мала 718 947 ефірів на українських радіостанціях.

## Дискографія

### Студійні альбоми
| Назва        | Дата виходу     | Лейбл   | Формат              |
| ------------ | --------------- | ------- | ------------------- |
| No Komments  | 12 жовтня 2018  | Nice2CU | Цифрова дистрибуція |
| Ecléctica    | 18 вересня 2020 | Nice2CU | Цифрова дистрибуція |
| Красное вино | 21 травня 2021  | Nice2CU | Цифрова дистрибуція |

### Збірки
| Назва        | Дата виходу    | Лейбл   | Формат              |
| ------------ | -------------- | ------- | ------------------- |
| Xmas with NK | 22 грудня 2017 | Nice2CU | Цифрова дистрибуція |

### Сингли
| Рік  | Назва                                          | Найвища позиція в чарті | Найвища позиція в чарті | Альбом            |
| Рік  | Назва                                          | UKR                     | USA                     | Альбом            |
| ---- | ---------------------------------------------- | ----------------------- | ----------------------- | ----------------- |
| 2005 | «Какая разница»                                |                         |                         | Сингл без альбому |
| 2016 | «Абнимос / Досвидос» (за участю Н. Дорофєєвої) |                         |                         | Сингл без альбому |
| 2017 | «Это моя ночь»                                 | 22                      |                         | No Komments       |
| 2018 | «Дай мне»                                      |                         |                         | No Komments       |
| 2018 | «Тримай»                                       | 1                       |                         | No Komments       |
| 2018 | «Ты же не забыл» (за участю Л. Успенської)     | 36                      |                         | Сингл без альбому |
| 2018 | «Lomala»                                       |                         |                         | No Komments       |
| 2018 | «Peligroso»                                    | 2                       | 24                      | Сингл без альбому |
| 2019 | «Попа, как у Ким»                              |                         |                         | No Komments       |
| 2019 | «8-ма марта» (за участю «ZBSband»)             |                         |                         | Аудиотеатр        |
| 2019 | «Обіцяю»                                       | 1                       |                         | Сингл без альбому |
| 2019 | «Elefante»                                     |                         |                         | Ecléctica         |
| 2020 | «Miami» (за участю J. Forever, J. Frank)       |                         |                         | Сингл без альбому |
| 2020 | «Lollipop» (за участю J. Magán)                |                         |                         | Сингл без альбому |
| 2020 | «Воспоминания»                                 |                         |                         | Сингл без альбому |
| 2020 | «Ahuevo»                                       | 29                      |                         | Ecléctica         |
| 2020 | «VIBE»                                         |                         |                         | Красное вино      |
| 2021 | «Почуття»                                      |                         |                         | Красное вино      |
| 2021 | «Девочки рулят»                                |                         |                         | Красное вино      |
| 2021 | «Ма»                                           |                         |                         | Красное вино      |
| 2021 | «Красное вино»                                 |                         |                         | Красное вино      |
| 2022 | «Я — Україна»                                  |                         |                         | Сингл без альбому |
| 2022 | «Коли мине війна»                              |                         |                         | Сингл без альбому |
| 2022 | «Кришталь»                                     |                         |                         | Сингл без альбому |
| 2022 | «Мама-Зима»                                    |                         |                         | Сингл без альбому |
| 2023 | «Душа»                                         |                         |                         | Сингл без альбому |

## Фільмографія

### Вебсеріал
| Рік  | Назва  | Роль      | Дж.    |
| ---- | ------ | --------- | ------ |
| 2019 | Хостел | Грає себе | [ 33 ] |

### Телебачення
| Рік            | Назва                            | Роль                        | Канал               | Нотатки                                                                                   |
| -------------- | -------------------------------- | --------------------------- | ------------------- | ----------------------------------------------------------------------------------------- |
| 2007           | Две звезды (укр. Дві зірки)      | Грає себе (співачка)        | Первый канал (рос.) | Розважальна-програма (у дуеті з Гаріком Харламовим)                                       |
| 2008           | Червона Шапочка                  | Червона Шапочка             | 1+1                 | Телемюзикл                                                                                |
| 2008           | Файна Юкрайна                    | Грає себе (співачка)        | Новий канал         | Камео у 15, новорічному, випуску у сюжетній лінії «Продюсер Валентин і його зірка Василь» |
| 2009           | Танцюю для тебе                  | Грає себе (співачка)        | 1+1                 | Розважальна-програма (у парі з Дмитром Дікусаром)                                         |
| 2010           | Зірка+Зірка                      | Грає себе (співачка)        | 1+1                 | Розважальна-програма (у дуеті з Марією Берсенєвою)                                        |
| 2010           | Guten Morgen (укр. Добрий ранок) | Грає себе (ведуча)          | M1                  | Ранкове шоу                                                                               |
| 2013           | 1+1 удома                        | Грає себе (співачка)        | 1+1                 | Телефільм                                                                                 |
| 2014           | Аліса в країні чудес             | Кролиця                     | Україна             | Телемюзикл                                                                                |
| 2015           | Ліга сміху                       | Джульєтта (запрошена зірка) | 1+1                 |                                                                                           |
| 2016 — дотепер | Розсміши коміка. Діти            | Грає себе (ведуча)          | 1+1                 | Талант-шоу                                                                                |
| 2017 — дотепер | X-Фактор                         | Грає себе (суддя)           | СТБ                 | Талант-шоу                                                                                |
| 2017           | Xmas with NK (укр. Різдво з НК)  | Грає себе (співачка)        | M1                  | Різдвяний відео-альбом                                                                    |
| 2020           | Голос країни                     | Грає себе (тренер)          | 1+1                 | Талант-шоу                                                                                |
| 2021           | Маска                            | Грає себе (детектив)        | Україна             |                                                                                           |

## Нагороди та номінації

### Сольна кар'єра NK
| Рік  | Премія                       | Номінація                                      | Результат | Примітка         | Дж.    |
| ---- | ---------------------------- | ---------------------------------------------- | --------- | ---------------- | ------ |
| 2017 | Зірковий Шлях (ТРК Україна)  | Ньюзмейкер року                                | Перемога  |                  |        |
| 2017 | Музична платформа            | Найкраща різдвяна пісня                        | Перемога  |                  |        |
| 2018 | MEDIA SIESTA                 | Ньюзмейкер року                                | Перемога  |                  |        |
| 2018 | Музична премія М1 (4 сезони) | Відео зими                                     | Перемога  |                  |        |
| 2018 | Музична премія М1 (4 сезони) | Співачка весни                                 | Перемога  |                  |        |
| 2018 | Cosmopolitan Awards          | Співачка року                                  | Перемога  |                  |        |
| 2018 | Музична премія М1            | Співачка року                                  | Перемога  |                  |        |
| 2018 | Музична премія М1            | Кліп року                                      | Перемога  |                  |        |
| 2018 | Зірковий Шлях (ТРК Україна)  | International Star                             | Перемога  |                  |        |
| 2019 | M1 Music Awards              | Хіт року                                       | Номінація | «Обіцяю»         | [ 34 ] |
| 2019 | M1 Music Awards              | Співачка року                                  | Перемога  |                  | [ 34 ] |
| 2019 | M1 Music Awards              | Золотий Грамофон                               | Номінація | «Обіцяю»         | [ 34 ] |
| 2019 | M1 Music Awards              | Червона Рута                                   | Перемога  | «Обіцяю»         | [ 34 ] |
| 2019 | YUNA                         | Найкращий естрадний хіт                        | Перемога  | «Тримай»         |        |
| 2019 | Top Hit Music Awards         | Відеокліп року (жіночій вокал) YouTube Ukraine | Перемога  | «Попа как у Ким» |        |
| 2019 | Top Hit Music Awards         | Зліт року YouTube Ukraine                      | Перемога  |                  |        |
| 2020 | Top Hit Music Awards         | Найкраща виконавиця YouTube Ukraine            | Перемога  |                  |        |
| 2020 | Top Hit Music Awards         | Відеокліп року (жіночій вокал) YouTube Ukraine | Перемога  | «Elefante»       |        |
| 2021 | Top Hit Music Awards         | Найкраща виконавиця на радіо                   | Перемога  |                  |        |

## Інша діяльність

### Лінія одягу
2017 — запустила бренд спортивного одягу «NKsport». До першої колекції увійшли 17 моделей — футболки, спортивні костюми, легінси та бриджі, випущено 10 колекцій.

### Благодійність
З 2017 року бере участь у «Charity Weekend». Зібрані кошти передаються до ДУ Інститут травматології та ортопедії НАМН України.
З 2017 року співпрацює з БФ «Життєлюб». Станом на 2018 рік, Каменських долучилася до трьох кампаній, було запущено аукціон з продажу сценічного реквізиту й одягу артистки з метою збору коштів для побудови двох пунктів годування людей літнього віку «Обід без бід».
2018 року стала почесним другом фіналу Ліги Чемпіонів УЄФА серед жінок 2018.

### Підтримка ЗСУ та постраждалих від війни
- У квітні 2022 в Іспанії приєдналася до благодійного концерту «Єдині заради миру: Україна в серці» («Unidos por la paz: Ucrania en el corazón»), де було зібрано 1,3 млн євро для допомоги українцям.[39]
- В червні 2022 року виступила на благодійному концерті «Сила єдності» в Литві, де було зібрано 120 тис. євро на лікування та реабілітацію українських захисників у Литві[40]
- У квітні 2022 в США Каменчьких із Black Eyed Peas відкрила грандіозну Latin American Music Awards, де учасники співали «Where is the love», присвятивши виступ Україні[41]
- В червні 2022 Настя доєдналася до благодійного концерту «Ukraine Freedom Voices» в рамках музичного фестивалю Metronome у Празі, де збирали гроші на обладнання для українських лікарень, які приймають дітей, постраждалих внаслідок бойових дій[42]
- 29 червня 2022 відкрила благодійний матч між ФК «Динамо Київ» та швейцарським ФК «Лозанна-Спорт», співала гімн України. Після матчу зустрілася з дітьми-сиротами з Маріупольського центру соціальної підтримки дітей та сімей «Крила надії»[43]
- 24 серпня 2022 року виступила на благодійному концерті в Барселоні, отримані кошти направлені на допомогу Україні[44]
- 15 вересня виступила в Марбельї з концертом «Я — Україна» за підтримки посольства України в Іспанії частину отриманих коштів було передано на закупівлю дронів[джерело?].
- Долучилася до благодійного телемарафону «Для дітей заради майбутнього», що став початком роботи платформи dity.help, яка збирає кошти на допомогу українським дітям війни[45]
- 18 вересня 2022 року провела концерт «Я — Україна» в Аліканте, зібрані гроші направлено на закупівлю дронів для ЗСУ[джерело?]
- 24 лютого 2023 року взяла участь у благодійному концерті Stay Together у Польщі (Жешув)[46]
- На концертах «Я — Україна» для ЗСУ було зібрано 750 тис. грн, за які команда Насті купила три автомобілі для ЗСУ. Разом із ГО «Сенсоріка» надіслала 2 тонни гуманітарної допомоги[47]

## Сім'я та особисте життя
- Батько — Олексій Йосипович Жмур (1939—2021)[48].
- Мати — Лідія Петрівна Каменських.[3]
- Хрещена мати — Алла Кудлай.[4]
- чоловік Олексій Потапенко з 23 травня 2019 року.